# طباعة مائية

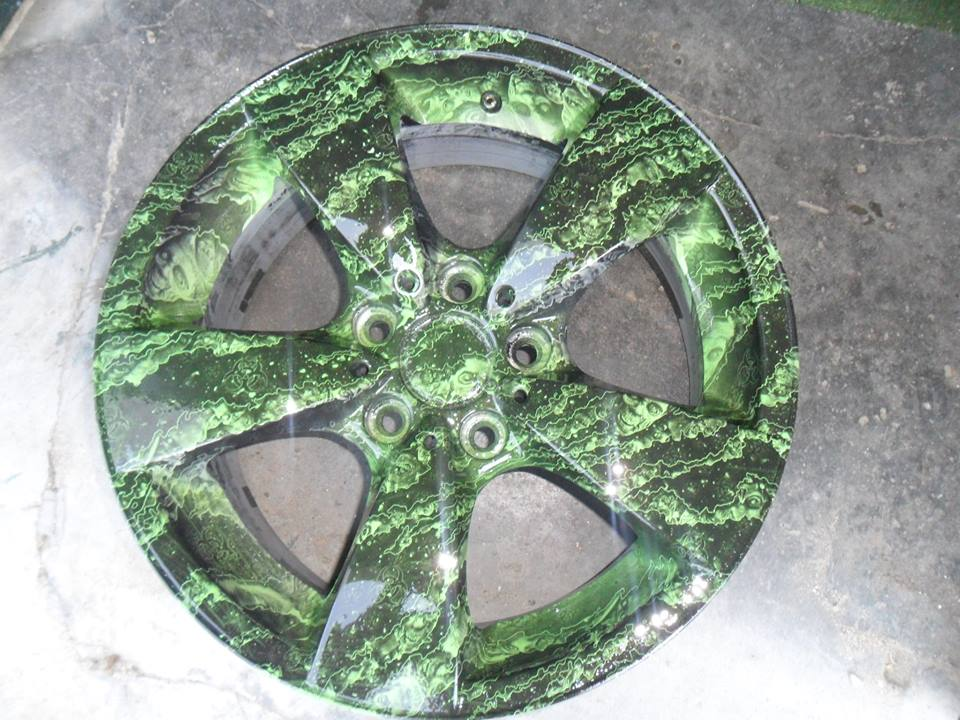
عجلة سيارة مطلية عن طريق الغمر المائي

الطباعة المائية (بالإنجليزية: Water transfer printing) ولها عدة أسماء أخرى منها الطباعة بالنقل المائي والطباعة الغمرية، أو نقل الصور باستخدام المياه، أو الغمس المائي، أو الترخيم المائي (نسبة الي الرخام)، أو الطباعة المكعبة، أو الرسومات الهيدروغرافية، وهي طريقة لتطبيق التصميمات المطبوعة على الأسطح ثلاثية الأبعاد. ويمكن اعتبار المجموعات الناتجة فنًا زخرفيًا أو فنًا تطبيقيًا. يمكن استخدام العملية الهيدروغرافية على المعادن والبلاستيك والزجاج والأخشاب الصلبة ومواد أخرى مختلفة.